# نادي الواسطى
نادي الواسطى أو نادي الواسطى الرياضي (بالإنجليزية: Al Wasta Club)‏ هو نادي رياضي مصري يقع بمحافظة بني سويف بمدينة الواسطى، يلعب الدوري المصري القسم الثالث.لعب في القسم الثاني وهبط.